# Runabout
Runabout je fiktivní vesmírná loď z prostředí sci-fi seriálu Star Trek (zejména Star Trek: Stanice Deep Space Nine). 
Jde o neformální název pro lodě třídy Danube, malé čluny Spojené federace planet s nadsvětelným, tzv. warp, pohonem. Tato víceúčelová plavidla se používají k přesunu osob a materiálu na krátké až střední vzdálenosti. Bývají přidělena na velké hvězdné lodě nebo hvězdné základny jako je stanice Deep Space Nine. Umožňují uskutečnění místních průzkumných a diplomatických úkolů bez potřeby zapojení velké hvězdné lodi. Známé lodě třídy Danube jsou pojmenovány po významných řekách na Zemi.
V kokpitu plavidla je zabudovaný dvoumístný transportér a sedadla pro čtyři osoby včetně dvou pilotů. Zadní část plavidla obsahuje obytné kajuty a je zde k dispozici replikátor, což činí runabouty na delší cesty pohodlnějšími než raketoplány. Střední část lodi představuje vyměnitelný modul, který lze vybavit podle potřeb konkrétní mise. Vnější povrch lodi je ze slitiny durania. 
Runabouty byly poprvé k vidění v epizodě Poslání (v originále Emissary) seriálu Star Trek: Stanice Deep Space Nine, kdy USS Enterprise-D vyložila tři runabouty na stanici Deep Space Nine v roce 2369. Nicméně už loď USS Jenolan (označená jako třída Sydney) z epizody Host (v originále Relics) seriálu Star Trek: Nová generace představovala jakýsi typ runaboutu. Zadní sekce runaboutu byla k vidění v epizodě Past v čase (v originále Timescape) seriálu Nová generace. 
Design runaboutu je dílem Ricka Sternbacha a Jima Martina. Kokpit vytvořil Joseph Hodges, design zadní části lodi pak Richard James. Model používaný při natáčení postavil Tony Meninger. 

## Známé lodě
- USS Danube (NCC-72003, původně  NX-72003)
- USS Gander (registrační číslo neznámé, zničena 2375)
- USS Ganges (NCC-72454, zničena 2370)
- USS Mekong (NCC-72617, zničena 2371)
- USS Orinoco (NCC-72905, zničena 2372)
- USS Rio Grande (NCC-72452)
- USS Rubicon (NCC-72936)
- USS Shenandoah (NCC-73024, zničena)
- USS Volga (NCC-73196)
- USS Yangtzee Kiang (NCC-72453, zničena 2369)
- USS Yukon (NCC-74602)
- ? (NCC-73918)